# Радио 40
Радио 40 — единственная рок-радиостанция города Калуги. Первоначально территорией вещания являлся только город Калуга, однако с момента появления интернет-вещания на своём сайте, Радио 40 доступно слушателям по всему миру.
"Радио 40" является информационным спонсором музыкальных событий России: международный фестиваль Мир гитары, фестиваль Дикая мята, Иван Купала, Мотомалоярославец, благотворительного рок-фестиваля «Зубрежжъ».

## История
Радиостанция была создана на базе калужской телерадиокомпании «Ника». Вещание началось 1 марта 2010 года на частоте 105,1 FM. 
В 2014 в связи с изменением руководства телерадиокомпании и концепции вещания возникла угроза закрытия радиостанции. Однако новый собственник ООО «Интервидео» сохранил её, вернув в  программную сетку пользовавшиеся популярностью передачи. Слоган радиостанции «Первое рок-н-ролльное радио Калуги» был заменён на «Радио 40» – радио с характером». 

## Программы
- «Городские сороки» — обсуждение актуальных тем городского, российского и мирового значения, диалоги с гостями, конкурсы для радиослушателей. По будним дням с 08:00 до 11:00.
- «Генеральная репетиция» — обсуждение музыкальных новинок эфира, хит-парад.
- «Плохой, хороший, злой» — еженедельная программа, выходит в эфир по средам, посвящена вопросам психологии и создания условий для гармоничной жизни.
- «Новости» — актуальные новости Калуги, страны, мира.

## Гости радиоэфиров
Радио 40 – одна из немногих региональных радиостанций, где постоянными гостями являются известные музыканты. В её сетке вещания — разнообразные программы с «живыми» выступлениями и концертами в студии. 